# William Nicholson (roteirista)
William Benedict Nicholson (Lewes, 12 de janeiro de 1948) é um roteirista, dramaturgo e romancista britânico. Como reconhecimento, recebeu indicação ao BAFTA 2014.